# Покрет уметности и занатства
Артс енд крафтс (потпуни назив Arts and Crafts Exhibitions Society) је стил који се развијао у годинама између 1880. и 1900. Био је део реформаторског покрета који се борио против тадашњег стила који је користио криве, и предлагао једноставно враћање ка занатској делатности средњовековних мајстора и енглеска је варијанта Дојчер веркбунда у Немачкој.

## Настанак
На покрет је утицао развој занатства у Европи и постао је један од претече сецесије и Баухауса. Пут ка новој уметности је отворила Енглеска где је било основано друштво Артс енд крафтс под водством Вилијама Мориса и Џон Раскина који су се трудили да обнове занатству у уметности. Име је било према изложби Артс енд крафтс егзебишн која је била организована од овог друштва 1888. године.

## Архитектура
Из идеје друштва је полазила и архитектура. Значајно и ново је била архитектура породичних кућа која је полазила од старих енглеских кућа без историзујућих украса једноставна са централном халом и разуђеном основом и пријатним екстеријером. Велики значај се показивао ка одбијању тадашњег еклектицизма давање значаја на једноставност и одбијање техничке унификације и машинску велико- производњу.